# Колюрія гравілатоподібна
Колюрія гравілатоподібна (Coluria geoides) — вид квіткових рослин із родини трояндових (Rosaceae). Багаторічна трав'яниста рослина з висхідними стеблами, жовтими квітками і повзучим, гіллястим кореневищем, що володіє ароматними і смаковими якостями. Колюрія гравілатоподібна відома в кулінарії як запашна пряність з ароматом гвоздики. Рослина має протимікробні, антисептичні та інші корисні властивості.

## Поширення
У дикому вигляді рослина поширена на Заході і Сході Сибіру, на Алтаї, у Китаї, Казахстані, Північній Монголії. Зростає у високогірних степах, по долинах річок, на скелястих схилах. У деяких країнах вирощують як цінну ефіроносну рослину.